# Николо-Гора
Николо-Гора — село в Первомайском районе Ярославской области России у реки Соть.
Население на 1 января 2007 года — 179 человек.

## История
Впервые о селе упоминается в 1627—1629 годах в одной из писцовых книг. В это время здесь уже есть деревянная церковь Рождества Пресвятой Богородицы с приделом Николая Чудотворца. Село Николо-Гора в разные времена носило названия: Корчкодом, Золотая гора, Никольский погост.
За 400-летнюю историю претерпевало многие административные изменения: так оно входило в состав Московской губернии, в XVII веке в состав стана Стужень, в Ярославский уезд, в составе Чёрного стана вместе с Любимом было приписано к городу Галич Костромской провинции, затем в Любимский уезд Ярославской губернии. Принадлежало село Даниловскому району Ивановской Промышленной области, Пречистинскому и, наконец, Первомайскому району Ярославской области.
В 1801 году тщанием прихожан в селе была построена церковь во имя святителя Николая, уже каменная. Храм расписан профессиональными художниками в стиле академической живописи XIX века. В 1903 году к церкви пристроены боковые приделы на средства петербургского купца первой гильдии Петра Воеводского в честь Рождества Пресвятой Богородицы и святителя Петра Московского.

## Население
| 1859 | 1914 | 2002 | 2007 | 2010 |
| ---- | ---- | ---- | ---- | ---- |
| 109  | ↗151 | ↗192 | ↘179 | ↘165 |

## Инфраструктура
в селе имеются Николо-Горская основная общеобразовательная школа, детский сад, отделение почтовой связи.

## Достопримечательности
В селе расположена действующая Церковь Николая Чудотворца (1801).